# Beach volley ai XVII Giochi panamericani - Torneo maschile
Il torneo di beach volley maschile ai XVII Giochi panamericani di Toronto si è disputato tra il 13 e il 21 luglio 2015.

## Squadre partecipanti
| Gruppo A  | Gruppo B  | Gruppo C    | Gruppo D          |
| --------- | --------- | ----------- | ----------------- |
| Canada    | Aruba     | Argentina   | Cile              |
| Guatemala | Brasile   | Cuba        | El Salvador       |
| Nicaragua | Messico   | Stati Uniti | Porto Rico        |
| Uruguay   | Venezuela | Saint Lucia | Trinidad e Tobago |

### Turno preliminare
Classificati direttamente ai quarti di finale.      Classificati ai pre-quarti di finale.      Disputano le partite per il 13°, 14°, 15°, e 16º posto.

#### Gruppo A
|     |                                              |       | Partite | Partite | Punti | Punti  | Punti | Set | Set | Set   | Set |
| Pos | Squadra                                      | Punti | Vinte   | Perse   | Fatti | Subiti | Ratio | V   | P   | Ratio |     |
| --- | -------------------------------------------- | ----- | ------- | ------- | ----- | ------ | ----- | --- | --- | ----- | --- |
| 1   | Josh Binstock - Samuel Schachter             | 6     | 3       | 0       | 136   | 94     | 1.447 | 6   | 1   | 6.000 |     |
| 2   | Renzo Cairus - Mauricio Vieyto               | 4     | 2       | 1       | 115   | 101    | 1.139 | 4   | 2   | 2.000 |     |
| 3   | Luis García Betancourt - Julio Recinos Ocaña | 2     | 1       | 2       | 126   | 139    | 0.906 | 3   | 5   | 0.600 |     |
| 4   | Ruben Mora Romero - Dany Lopez Alvarado      | 2     | 0       | 3       | 94    | 137    | 0.686 | 1   | 6   | 0.167 |     |

| Data      | Partite                           | Partite   | Partite                           | Set   | Set   | Set   | Report |
| Data      |                                   | Risultato |                                   | 1     | 2     | 3     | Report |
| --------- | --------------------------------- | --------- | --------------------------------- | ----- | ----- | ----- | ------ |
| 14 luglio | Cairus - Vieyto                   | 2–0       | García Betancourt - Recinos Ocaña | 21–15 | 21–16 | -     | Report |
| 14 luglio | Binstock - Schachter              | 2–1       | Romero - Alvarado                 | 21–14 | 16–21 | 15–10 | Report |
| 15 luglio | Binstock - Schachter              | 2–0       | García Betancourt - Recinos Ocaña | 21–9  | 21–9  | -     | Report |
| 15 luglio | Cairus - Vieyto                   | 2–0       | Romero - Alvarado                 | 21–14 | 21–14 | -     | Report |
| 16 luglio | García Betancourt - Recinos Ocaña | 1–2       | Romero - Alvarado                 | 17–21 | 21–17 | 7-15  |        |
| 16 luglio | Binstock - Schachter              | 2–0       | Cairus - Vieyto                   | 21–12 | 21–19 | -     |        |

#### Gruppo B
|     |                                     |       | Partite | Partite | Punti | Punti  | Punti | Set | Set | Set   | Set |
| Pos | Squadra                             | Punti | Vinte   | Perse   | Fatti | Subiti | Ratio | V   | P   | Ratio |     |
| --- | ----------------------------------- | ----- | ------- | ------- | ----- | ------ | ----- | --- | --- | ----- | --- |
| 1   | Vitor Araujo - Álvaro Morais Filho  | 6     | 3       | 0       | 150   | 114    | 1.316 | 6   | 1   | 6.000 |     |
| 2   | Rodolfo Ontiveros - Juan Virgen     | 5     | 2       | 1       | 121   | 106    | 1.217 | 4   | 2   | 2.000 |     |
| 3   | Jackson Henríquez - Jesús Villafañe | 4     | 1       | 2       | 129   | 123    | 0.984 | 3   | 4   | 0.750 |     |
| 4   | Mitchel Daniel - Eargenell de Cuba  | 3     | 0       | 3       | 69    | 126    | 0.584 | 0   | 6   | 0.000 |     |

| Data      | Partite               | Partite   | Partite               | Set   | Set   | Set   | Report  |
| Data      |                       | Risultato |                       | 1     | 2     | 3     | Report  |
| --------- | --------------------- | --------- | --------------------- | ----- | ----- | ----- | ------- |
| 13 luglio | Araujo - Filho        | 2–0       | Daniel - de Cuba      | 21–10 | 21–13 | -     | Reporte |
| 13 luglio | Ontiveros - Virgen    | 2–0       | Henríquez - Villafañe | 21–15 | 21–18 | -     | Reporte |
| 14 luglio | Araujo - Filho        | 2–1       | Henríquez - Villafañe | 21–15 | 18–21 | 15-10 | Reporte |
| 14 luglio | Ontiveros - Virgen    | 2–0       | Daniel - de Cuba      | 21–10 | 21–9  | -     | Reporte |
| 15 luglio | Araujo - Filho        | 2–0       | Ontiveros - Virgen    | 21–14 | 33–31 | -     | Reporte |
| 15 luglio | Henríquez - Villafañe | 2–0       | Daniel - de Cuba      | 21–14 | 21–13 | -     | Reporte |

#### Gruppo C
|     |                                   |       | Partite | Partite | Punti | Punti  | Punti | Set | Set | Set   | Set |
| Pos | Squadra                           | Punti | Vinte   | Perse   | Fatti | Subiti | Ratio | V   | P   | Ratio |     |
| --- | --------------------------------- | ----- | ------- | ------- | ----- | ------ | ----- | --- | --- | ----- | --- |
| 1   | Nivaldo Diaz - Sergio González    | 4     | 3       | 0       | 126   | 88     | 1.432 | 6   | 0   | MAX   |     |
| 2   | Miles Evans - Ian Satterfield     | 3     | 2       | 1       | 115   | 96     | 1.198 | 4   | 2   | 2.000 |     |
| 3   | Nicolas Capogrosso - Ian Mehamed  | 3     | 1       | 2       | 94    | 113    | 0.832 | 2   | 4   | 0.500 |     |
| 4   | Julian Bissette - Joseph Clercent | 2     | 0       | 3       | 88    | 126    | 0.698 | 0   | 6   | 0.000 |     |

| Data      | Partite              | Partite   | Partite              | Set   | Set   | Set | Report  |
| Data      |                      | Risultato |                      | 1     | 2     | 3   | Report  |
| --------- | -------------------- | --------- | -------------------- | ----- | ----- | --- | ------- |
| 13 luglio | Capogrosso - Mehamed | 0–2       | Diaz - González      | 19–21 | 12–21 | -   | Reporte |
| 13 luglio | Evans - Satterfield  | 2–0       | Bissette - Clercent  | 21–18 | 21–11 | -   | Reporte |
| 14 luglio | Evans - Satterfield  | 0–2       | Diaz - González      | 17–21 | 15–21 | -   | Reporte |
| 14 luglio | Capogrosso - Mehamed | 2–0       | Bissette - Clercent  | 21–17 | 21–17 | -   | Reporte |
| 16 luglio | Evans - Satterfield  | 0–2       | Capogrosso - Mehamed | 9-21  | 11-21 | -   |         |
| 16 luglio | Diaz - González      | 2–0       | Bissette - Clercent  | 21-13 | 21-12 | -   |         |

#### Gruppo D
|     |                                    |       | Partite | Partite | Punti | Punti  | Punti | Set | Set | Set   | Set |
| Pos | Squadra                            | Punti | Vinte   | Perse   | Fatti | Subiti | Ratio | V   | P   | Ratio |     |
| --- | ---------------------------------- | ----- | ------- | ------- | ----- | ------ | ----- | --- | --- | ----- | --- |
| 1   | Esteban Grimalt - Marco Grimalt    | 6     | 3       | 0       | 127   | 84     | 1.512 | 6   | 0   | MAX   |     |
| 2   | Roberto Rodríguez - Erick Haddock  | 5     | 2       | 1       | 114   | 99     | 1.152 | 4   | 2   | 2.000 |     |
| 3   | Daneil Williams - Fabien Withfield | 4     | 1       | 2       | 105   | 124    | 0.847 | 2   | 4   | 0.500 |     |
| 4   | Carlos Talavera - David Vargas     | 3     | 0       | 3       | 92    | 131    | 0.702 | 0   | 6   | 0.000 |     |

| Data      | Partite              | Partite   | Partite              | Set   | Set   | Set | Report  |
| Data      |                      | Risultato |                      | 1     | 2     | 3   | Report  |
| --------- | -------------------- | --------- | -------------------- | ----- | ----- | --- | ------- |
| 13 luglio | Grimalt - Grimalt    | 2–0       | Talavera - Vargas    | 21–11 | 21–12 | -   | Reporte |
| 13 luglio | Rodríguez - Haddock  | 2–0       | Williams - Withfield | 21–12 | 21–15 | -   | Reporte |
| 15 luglio | Grimalt - Grimalt    | 2–0       | Williams - Withfield | 21–11 | 22–20 | -   | Reporte |
| 15 luglio | Rodríguez - Haddock  | 2–0       | Talavera - Vargas    | 21–15 | 21–15 | -   | Reporte |
| 16 luglio | Grimalt - Grimalt    | 2–0       | Rodríguez - Haddock  | 21–19 | 21–11 | -   | Reporte |
| 16 luglio | Williams - Withfield | 2–0       | Talavera - Vargas    | 21-15 | 26-24 | -   | Reporte |

## Fase finale
| Qualif. ai Quarti     | Qualif. ai Quarti |  |  | Quarti                  | Quarti                |  |                         | Semifinali           | Semifinali      |  |                         | Finale          | Finale |
|                       |                   |  |  |                         |                       |  |                         |                      |                 |  |                         |                 |        |
|                       |                   |  |  | Binstock - Schachter    | 0                     |  |                         |                      |                 |  |                         |                 |        |
| Ontiveros - Virgen    | 2                 |  |  | Ontiveros - Virgen      | 2                     |  |                         |                      |                 |  |                         |                 |        |
| Williams - Withfield  | 0                 |  |  |                         |                       |  | Ontiveros - Virgen      | 2                    |                 |  |                         |                 |        |
| Capogrosso - Mehamed  | 2                 |  |  |                         |                       |  | E. Grimalt - M. Grimalt | 0                    |                 |  |                         |                 |        |
| Betancourt - Ocaña    | 0                 |  |  | E. Grimalt - M. Grimalt | 2                     |  |                         |                      |                 |  |                         |                 |        |
|                       |                   |  |  | Capogrosso - Mehamed    | 0                     |  |                         |                      |                 |  |                         |                 |        |
|                       |                   |  |  |                         |                       |  |                         |                      |                 |  | Ontiveros - Virgen      | 2               |        |
|                       |                   |  |  |                         |                       |  |                         |                      |                 |  | Araujo - Filho          | 1               |        |
|                       |                   |  |  | Diaz - González         | 2                     |  |                         |                      |                 |  |                         |                 |        |
| Rodríguez - Haddock   | 2                 |  |  | Rodríguez - Haddock     | 1                     |  |                         |                      |                 |  |                         |                 |        |
| Henríquez - Villafañe | 1                 |  |  |                         |                       |  | Diaz - González         | 0                    |                 |  |                         |                 |        |
| Cairus - Vieyto       | 2                 |  |  |                         |                       |  | Araujo - Filho          | 2                    |                 |  | Finale 3º Posto         | Finale 3º Posto |        |
| Evans - Satterfield   | 0                 |  |  | Araujo - Filho          | 2                     |  |                         |                      |                 |  | E. Grimalt - M. Grimalt | 1               |        |
|                       |                   |  |  | Cairus - Vieyto         | 0                     |  |                         |                      |                 |  |                         | Diaz - González | 2      |
|                       |                   |  |  |                         |                       |  |                         |                      |                 |  |                         |                 |        |
|                       |                   |  |  | Classificazione 5°-8°   | Classificazione 5°-8° |  |                         | Finale 5º posto      | Finale 5º posto |  |                         |                 |        |
|                       |                   |  |  |                         |                       |  |                         |                      |                 |  |                         |                 |        |
|                       |                   |  |  | Binstock - Schachter    | 0                     |  |                         | Capogrosso - Mehamed | 0               |  |                         |                 |        |
|                       |                   |  |  | Capogrosso - Mehamed    | 2                     |  |                         | Cairus - Vieyto      | 2               |  |                         |                 |        |
|                       |                   |  |  |                         |                       |  |                         |                      |                 |  |                         |                 |        |
|                       |                   |  |  |                         |                       |  |                         | Finale 7º posto      |                 |  |                         |                 |        |
|                       |                   |  |  |                         |                       |  |                         |                      |                 |  |                         |                 |        |
|                       |                   |  |  | Rodríguez - Haddock     | 0                     |  | Binstock - Schachter    | 0 DNS                |                 |  |                         |                 |        |
|                       |                   |  |  | Cairus - Vieyto         | 2                     |  |                         | Rodríguez - Haddock  | 2               |  |                         |                 |        |

### 13º - 16º posto
| Data      |                                   | Risultato |                     | Set 1 | Set 2 | Set 3 | Report |
| --------- | --------------------------------- | --------- | ------------------- | ----- | ----- | ----- | ------ |
| 17 luglio | García Betancourt - Recinos Ocaña | 1–2       | Talavera - Vargas   | 18–21 | 21–14 | 19–21 | Report |
| 17 luglio | Daniel - de Cuba                  | 1–2       | Bissette - Clercent | 21–18 | 18–21 | 17–19 | Report |

### Classificazione ai quarti
| Data      |                      | Risultato |                              | Set 1 | Set 2 | Set 3 | Report  |
| --------- | -------------------- | --------- | ---------------------------- | ----- | ----- | ----- | ------- |
| 17 luglio | Ontiveros - Virgen   | 2–0       | Williams - Withfield         | 21–16 | 21–19 | -     | Reporte |
| 17 luglio | Capogrosso - Mehamed | 2–0       | Mora Romero - Lopez Alvarado | 21–15 | 21–15 | -     | Reporte |
| 17 luglio | Cairuss - Vieyto     | 2–0       | Evans - Satterfield          | 21–15 | 21–18 | -     | Reporte |
| 17 luglio | Rodríguez - Haddock  | 2–1       | Henríquez - Villafañe        | 19–21 | 21–19 | 15-13 | Reporte |

### 9º - 12º posto
| Date      |                       | Risultato |                              | Set 1 | Set 2 | Set 3 | Report |
| --------- | --------------------- | --------- | ---------------------------- | ----- | ----- | ----- | ------ |
| 18 luglio | Williams - Withfield  | 2–1       | Mora Romero - Lopez Alvarado | 23–21 | 17–21 | 15–13 | Report |
| 18 luglio | Henríquez - Villafañe | 2–0       | Evans - Satterfield          | 21–14 | 21–19 |       | Report |

### Quarti di finale
| Date      |                      | Risultato |                      | Set 1 | Set 2 | Set 3 | Report |
| --------- | -------------------- | --------- | -------------------- | ----- | ----- | ----- | ------ |
| 18 luglio | Araujo - Filho       | 2–0       | Cairuss - Vieyto     | 21–13 | 21–12 |       | Report |
| 18 luglio | Binstock - Schachter | 0–2       | Ontiveros - Virgen   | 19–21 | 24–26 |       | Report |
| 18 luglio | Grimalt - Grimalt    | 2–0       | Capogrosso - Mehamed | 21–18 | 21–12 |       | Report |
| 18 luglio | Diaz - González      | 2–1       | Rodríguez - Haddock  | 23–25 | 21–13 | 15–9  | Report |

### Semifinali
| Data      |                    | Risultato |                         | Set 1 | Set 2 | Set 3 | Report |
| --------- | ------------------ | --------- | ----------------------- | ----- | ----- | ----- | ------ |
| 19 luglio | Diaz - González    | 0–2       | Araujo - Filho          | 17–21 | 15–21 |       | Report |
| 19 luglio | Ontiveros - Virgen | 2–0       | E. Grimalt - M. Grimalt | 21–18 | 21–13 |       | Report |

### 5º - 8º posto
| Data      |                      | Risultato |                      | Set 1 | Set 2 | Set 3 | Report |
| --------- | -------------------- | --------- | -------------------- | ----- | ----- | ----- | ------ |
| 20 luglio | Rodríguez - Haddock  | 0–2       | Cairus - Vieyto      | 14–21 | 12–21 |       | Report |
| 20 luglio | Binstock - Schachter | 0–2       | Capogrosso - Mehamed | 0–21  | 0–21  | DNS   | Report |

## Finali

### 15º - 16º posto
| Data      |                                   | Risultato |                  | Set 1 | Set 2 | Set 3 | Report |
| --------- | --------------------------------- | --------- | ---------------- | ----- | ----- | ----- | ------ |
| 19 luglio | García Betancourt - Recinos Ocaña | 0–2       | Daniel - de Cuba | 18–21 | 18–21 |       | Report |

### 13º - 14º posto
| Data      |                   | Risultato |                     | Set 1 | Set 2 | Set 3 | Report |
| --------- | ----------------- | --------- | ------------------- | ----- | ----- | ----- | ------ |
| 19 luglio | Talavera - Vargas | 0–2       | Bissette - Clercent | 18–21 | 18–21 |       | Report |

### 11º - 12º posto
| Data      |                              | Risultato |                     | Set 1 | Set 2 | Set 3 | Report |
| --------- | ---------------------------- | --------- | ------------------- | ----- | ----- | ----- | ------ |
| 20 luglio | Mora Romero - Lopez Alvarado | 0–2       | Evans - Satterfield | 16-21 | 28-30 |       | Report |

### 9º - 10º posto
| Data      |                      | Risultato |                             | Set 1 | Set 2 | Set 3 | Report |
| --------- | -------------------- | --------- | --------------------------- | ----- | ----- | ----- | ------ |
| 20 luglio | Williams - Withfield | 2–0       | Henríquez - Jesús Villafañe | 21-0  | 21-0  | DNS   | Report |

### 7º - 8º posto
| Data      |                      | Risultato |                     | Set 1 | Set 2 | Set 3 | Report |
| --------- | -------------------- | --------- | ------------------- | ----- | ----- | ----- | ------ |
| 21 luglio | Binstock - Schachter | 0–2       | Rodríguez - Haddock | 0-21  | 0-21  | DNS   | Report |

### 5º - 6º posto
| Data      |                      | Risultato |                 | Set 1 | Set 2 | Set 3 | Report |
| --------- | -------------------- | --------- | --------------- | ----- | ----- | ----- | ------ |
| 21 luglio | Capogrosso - Mehamed | 0–2       | Cairus - Vieyto | 11-21 | 18-21 | -     | Report |

### 3º - 4º posto
| Data      |                         | Risultato |                 | Set 1 | Set 2 | Set 3 | Report |
| --------- | ----------------------- | --------- | --------------- | ----- | ----- | ----- | ------ |
| 21 luglio | E. Grimalt - M. Grimalt | 1–2       | Diaz - González | 21-18 | 23-25 | 12-15 | Report |

### 1º - 2º posto
| Data      |                    | Risultato |                | Set 1 | Set 2 | Set 3 | Report |
| --------- | ------------------ | --------- | -------------- | ----- | ----- | ----- | ------ |
| 21 luglio | Ontiveros - Virgen | 2–1       | Araujo - Filho | 18-21 | 21-13 | 15-8  | Report |

## Classifica finale
| Pos. | Coppie                                       | Nazione           |
| ---- | -------------------------------------------- | ----------------- |
|      | Rodolfo Ontiveros - Juan Virgen              | Messico           |
|      | Vitor Araujo - Álvaro Morais Filho           | Brasile           |
|      | Nivaldo Diaz - Sergio González               | Cuba              |
| 4    | Esteban Grimalt - Marco Grimalt              | Cile              |
| 5    | Renzo Cairus - Mauricio Vieyto               | Uruguay           |
| 6    | Nicolas Capogrosso - Ian Mehamed             | Argentina         |
| 7    | Roberto Rodríguez - Erick Haddock            | Porto Rico        |
| 8    | Josh Binstock - Samuel Schachter             | Canada            |
| 9    | Daneil Williams - Fabien Withfield           | Trinidad e Tobago |
| 10   | Jackson Henríquez - Jesús Villafañe          | Venezuela         |
| 11   | Miles Evans - Ian Satterfield                | Stati Uniti       |
| 12   | Ruben Mora Romero - Dany Lopez Alvarado      | Nicaragua         |
| 13   | Julian Bissette - Joseph Clercent            | Saint Lucia       |
| 14   | Carlos Talavera - Davis Vargas               | El Salvador       |
| 15   | Mitchel Daniel - Eargenell de Cuba           | Aruba             |
| 16   | Luis García Betancourt - Julio Recinos Ocaña | Guatemala         |